# کتینا پاکسینو
کتینا پاکسینو (یونانی: Κατίνα Παξινού؛ ۱۷ دسامبر ۱۹۰۰ – ۲۲ فوریهٔ ۱۹۷۳) یک هنرپیشه اهل یونان بود.
از فیلم‌ها یا برنامه‌های تلویزیونی که وی در آن نقش داشته‌است می‌توان به روکو و بردارانش، پرنس روباهان اشاره کرد.
وی همچنین برنده جوایزی همچون جایزه اسکار بهترین بازیگر نقش مکمل زن شده‌است. و نیز در نخستین مراسم گلدن گلوب توانست بهترین بازیگر مکمل زن شود.